# Inga amboroensis
Inga amboroensis là một loài rau đậu thuộc họ Fabaceae.
Loài này chỉ có ở Bolivia.